# جو-أون: ذا غرادج (لعبة فيديو)
جو-أون: ذا غرادج (باليابانية: 恐怖体感 呪怨) (بالإنجليزية: Ju-on: The Grudge - Haunted House Simulator)‏ ، هي لعبة فيديو من نوع رعب، أنتجت سنة 2009م، وتعد الظهور اللعبة للمرة الأولى لسلسلة ألعاب الفيديو ذا غارديج، وسلسلة أفلام الرعب ذا غارديج تعد الأشهر في اليابان في القرن الحادي والعشرين.

## طريقة اللعبة
تبدأ اللعبة بمرحلة الظلمة إن كانت في المصنع أو المنزل، وفي الغالب يتفاجأ الضحية (بطل اللعبة) بوجود الأشباح.

## وصلات خارجية
- جو-أون: ذا غرادج على موقع IMDb (الإنجليزية)

- Official North American website